# Alto commissario per il coordinamento della lotta contro la delinquenza mafiosa
L'Alto commissario per il coordinamento della lotta contro la delinquenza mafiosa (a cui ci si riferisce più spesso come Alto Commissario per la lotta alla mafia) fu un organo istituito su delega del Ministro dell'Interno, al fine di garantire un più efficace contrasto alla mafia, in particolare a cosa nostra, con sede a Palermo, dal 1982 al 1992.

## Storia
La decisione di istituire tale figura fu presa in seguito alla Strage di via Carini, avvenuta 3 giorni prima a Palermo, in cui erano stati uccisi il generale Carlo Alberto dalla Chiesa, sua moglie ed un agente di scorta. Venne istituito con il decreto legge 6 settembre 1982 n. 629 - convertito nella legge 726 del 12 ottobre 1982 - emanato durante il Governo Spadolini II.
Il primo fu il direttore del SISDE Emanuele De Francesco, nominato Alto commissario (contestualmente nominato anche Prefetto di Palermo, a ricoprire il posto lasciato dal generale Dalla Chiesa) già il 7 settembre, giorno successivo a quello dell'emanazione del d.l..
Chiamò Bruno Contrada come capo di gabinetto dell'Alto commissariato. In prefettura costituì l'Ufficio misure di prevenzione, primo in Italia, per accertamenti e confisca dei beni mafiosi.
Durante quegli anni vi furono le confessioni di Tommaso Buscetta, il clamoroso "blitz di San Michele" (dove furono emanati 360 mandati di cattura), e l'arresto di Vito Ciancimino e dei potenti esattori Nino e Ignazio Salvo. 
De Francesco fu sostituito, su sua stessa richiesta il 22 marzo 1985 da Riccardo Boccia, già prefetto di Bologna e di Napoli, dove si era fatto notare nella sua attività contro la Camorra.
A Boccia, nominato presidente dell'azienda pubblica Italispaca, subentrò, il 30 dicembre 1986, il prefetto di Catania Pietro Verga, poi Presidente del CERISDI.
Il 5 agosto 1988 fu la volta del magistrato romano Domenico Sica. Questa scelta rappresentò un durissimo colpo per Giovanni Falcone, che si era candidato e di cui ci si aspettava la nomina (non fu però il primo segnale del grave isolamento di Falcone, di cui era stata bocciata, pochi mesi prima, dal CSM la candidatura alla guida dell'Ufficio istruzione di Palermo). La nomina di Sica creò un certo scandalo anche per le numerose polemiche che avevano circondato il suo operato nella Capitale.
A luglio del 1989, poche settimane dopo un fallito attentato al giudice Falcone negli scogli dell'Addaura, l'alto commissario Sica depose davanti alla Commissione parlamentare antimafia, ricostruendo storia e contenuto di un pacchetto di lettere anonime che accusavano il giudice di una gestione spregiudicata dei pentiti Contorno e Buscetta e di "muoversi" agli ordini di esponenti della politica e delle istituzioni, dei quali era fornito il nome.

Sica fu anche uno dei protagonisti della vicenda del "Corvo" di Palermo: il giudice Alberto Di Pisa fu condannato nel 1992 in primo grado (e poi assolto) perché Sica indicò fosse sua l'impronta digitale lasciata su uno dei messaggi anonimi di accuse inviati ai magistrati Falcone, Giuseppe Ayala e Pietro Giammanco, al capo della polizia Vincenzo Parisi e al questore Gianni De Gennaro.
Il 2 agosto 1991 fu nominato l'ultimo Alto commissario, l'ex prefetto di Firenze e Palermo Angelo Finocchiaro, da agosto 1992 anche direttore del SISDE.
Questa figura istituzionale fu soppressa il 1º gennaio 1993, quando le sue competenze furono rimesse al ministro dell'Interno, che poteva delegarli ai prefetti e alla Direzione investigativa antimafia (allora appena istituita).

## Caratteristiche
La legge 15 novembre 1988, n. 486 previde la possibilità della delega, da parte del Ministero dell'Interno ad un Prefetto, delle funzioni di commissario e comportava particolari poteri investigativi, come la possibilità di eseguire accertamenti in banche ed altri enti, di effettuare intercettazioni telefoniche e di ricevere informazioni dal SISDE.

## Alti commissari
- Emanuele De Francesco (1982-1985)
- Riccardo Boccia (1985-1986)
- Pietro Verga (1986-1988)
- Domenico Sica (1988-1991)
- Angelo Finocchiaro (1991-1992)

## Il giudizio di Falcone
Giovanni Falcone ribadì molte volte l'inadeguatezza dei mezzi a disposizione dei magistrati che combattono la mafia e la lontananza delle istituzioni. Nel suo libro Cose di Cosa Nostra (1991), parlò anche dell'Alto Commissariato: